# Зирана Затели
Зирана Затели (на гръцки: Ζυράννα Ζατέλη) е гръцка писателка, романистка от Гърция.

## Биография
Зирана Затели е родена в 1951 година в солунското село Сухо, Гърция. Завършва гимназия в родното си село. След това пътува и в 1973 година се установява в Атина. Учи в театрално училище от 1976 до 1979 година и работи като актриса и радио продуцент преди да се отдаде на писането. Дебютира със сборника си с разкази „Περσινή αρραβωνιαστικιά“ в 1984 година. След две години издава втория си сборник с разкази „Στην ερημιά με χάρι“. В 1993 година издава първия си роман „Και με το φως του λύκου επανέρχονται“, за който е наградена с Националната награда за литература на Гърция в следващата 1994 година. В 2001 г. издава първата част от трилогия – втория си роман „Ο θάνατος ήρθε τελευταίος“. Книгата веднага става изключително успешна и след една година също е отличена с Националната награда за литература на Гърция. В 2009 година публикува втората част от трилогията, романа „Το πάθος χιλιάδες φορές“. Творбите на Затели са преведени на редица чужди езици.

## Творчество

### Романи
- Και με το φως του λύκου επανέρχονται, 1993
- Με το παράξενο όνομα Ραμάνθις Ερέβους, Ο θάνατος ήρθε τελευταίος, 2001
- Με το παράξενο όνομα Ραμάνθις Ερέβους, Το πάθος χιλιάδες φορές, 2009

### Други
- Περσινή αρραβωνιαστικιά, 1984
- Στην ερημιά με χάρι, 1986
- O δικός της αέρας, 2005
- Οι μαγικές βέργες του αδελφού μου, 2006